# Битка код Лоустофта
Код Лоустофта (енгл. Lowestoft) је 13. јуна 1665. године вођена битка између енглеске и холандске флоте у Другом англо-холандском поморском рату 1665-1667.

## Ситауција пред битку
На вест да је холандска флота испловила из својих база, 21. априла испловио је и Џејмс, војвода од Јорка, на челу флоте од 109 бродова - од чега 80 линијских, да потражи и нападне Холанђане. Пошто нису нашли противника на отвореном мору, Енглези су блокирали улаз код острва Тесела где је био базиран већи део холандске флоте, али их је јака олуја приморала да средином маја напусте блокаду и да се повуку у своје базе. Сматрајући да су у олуји енглеске снаге претрпеле велика оштећења, холандски адмирал Јакоб ван Васенер са 103 ратна брода - од чега 97 линијских исплиовио је из својих база и 12. јуна пронашао енглеску флоту у заливу Саутволд, југоисточно од Лоустофта. Када се појавила холандска флота и војвода од Јорка је испловио са својим бродовима са сидришта. Енглеска флота је била подељена у три ескадре, а холандска у седам, што је холандском команданту, с обзиром на тадашњу неарзвијену сигнализацију на бродовима знатно отежавало командовање. Однос артиљерије - 4869 према 4192 - био је на страни Холанђана.
Тог дана није дошло до борбе, јер због слабог ветра ниједној страни није пошло за руком да заузме повољан положај за напад из приветрине.

## Битка
С обзиром да је током ноћи ветр ојачао и постао повољан за Енглезе, војвода од Јорка је у 03:30 часова 13. јуна прешао у напад.
У почетку су обе флоте пловиле у поретку колоне, и мимоилазећи се на малом одстојању - око 100 метара - покушавале да до максимума искористе дејство своје артиљерије. Касније, због оштећења једара на већем броју бродова, ни једна страна није била у стању да одржава поредак, па се битка претворила у борбу у мешавини. Сатима се исход уопште није могао ни наслутити. Међутим, око 14:00 часова два енглеска брода напала су холандски адмиралски брод „Ендрахт“ (хол. Endracht). Под јаком и тачном ватром енглеских топова „Ендрахт“ је погођен у складиште барута и муниције. У само неколико секунди нестао је у облаку дима заставни брод холандске флоте, а нико од чланова посаде није преживо укључујући и адмирала Јакоба ван Васенера. То је унело потпуну забуну у холандски борбени поредак. С обзиром да је његов заменик већ раније погинуо на другом броду, команду су преузела два адмирала, што је изазвало и додатну збрку, а неуредно повлачење се око 19:00 часова претворило у опште бекство холандске флоте.

## Исход и последице битке
Војвода од Јорка није гонио Холанђане довољно енергично, па је пропустио да их потпуно уништи. Због тога је касније смењен са положаја. У овој бици Холанђани су изгубили 18 бродова уз око 800 мртвих и рањених - међу којима и три адмирала, а Енглези два брода.
Након успешног похода у Западној Индији и повратка у Холандију северно око Шкотске вицеадмрал Михил де Ројтер је негде у висини Бергена, примио информацију да је холандска флота претрпела тежак пораз и да је адмирал ван Васенер са својим заставним бродом одлетео у ваздух, и да постоји реална опасност и за његову флоту да је енглеска флота отсече и чак евентуално уништи.
У самој Холандији и у флоту и у народу је владалао очајање. вицеадмрал Јохан Евертзен, који је након погибије ван Васенера успео да врати оно што је преостало од флоте у домовину, био је нападнут од гневне масе и гурнут у воду. Истрага о току битке је показала да је након експлозије на адмиралском броду „Ендрахт“ настала општа пометња, да су многи бродови побегли и да уопште нису опалили ни једно ђуле нити претрпели било акве губитке. Последице су биле неколко смртних пресуда због исказаног кукавичлука.
Између провинција је дошло до нових трвења по питању главне команде над флотом. У овој конфузној ситуацији изненада је стигла вест да је де Ројтер са целом својом есакдром стигао на Емс и довео са собом чак пет заплењених енглеских бродова из Западне Индије. Успео је, не само да избегне енглеску блокаду, већ и да поред тешке саеверозападне буре, уђе у ове за оно доба пловидбу тешке воде.